# Katsuhiro Harada
Katsuhiro Harada est un réalisateur, producteur et directeur japonais de jeux vidéo, né le 10 juin 1970. Il est connu pour son travail sur la série de jeux vidéo de combat Tekken, développée chez l'éditeur Bandai Namco Entertainment.

## Carrière
Après l'obtention d'un diplôme universitaire en psychologie, Harada est recruté dans une salle d'arcade Namco en tant que promoteur. Son travail consiste alors à organiser divers événements et tournois sur des jeux de combat. Son travail est rapidement remarqué par le président de Namco, qui lui octroie un prix pour avoir battu les records de vente de la salle d'arcade où il travaillait deux mois de suite.
Après un an, Harada se rapproche de la direction et reçoit un poste de conseiller sur le premier Tekken sur PlayStation, réalisé par Seiichi Ishii. Il est entre autres chargé de l'équilibrage du jeu . Pour Tekken 2, Harada est crédité en tant que remerciement spécial. C'est à partir de Tekken 3 qu'il prend la tête de la licence en devenant le réalisateur de la licence.
Afin de renouveler la série, Harada choisit non pas de changer le gameplay, mais de développer l'intrigue et les relations entre les personnages tout en continuant à exploiter les possibilités des consoles . Pour les intrigues, Harada s'inspire des mangas gekiga, un genre de manga aux intrigues sombres destinés aux adultes, afin de créer des personnages réalistes mais marqués par la vie. Selon Harada, « C'est la psychologie qui dicte l'apparence physique. »

### «Rivalité» avec Yoshinori Ono
Peu après l'annonce de la production des deux jeux cross-over Street Fighter X Tekken et Tekken X Street Fighter, une rivalité amicale est née entre Harada et Yoshinori Ono, respectivement producteurs des séries Tekken et Street Fighter, afin de promouvoir les jeux.

## Apparitions publiques

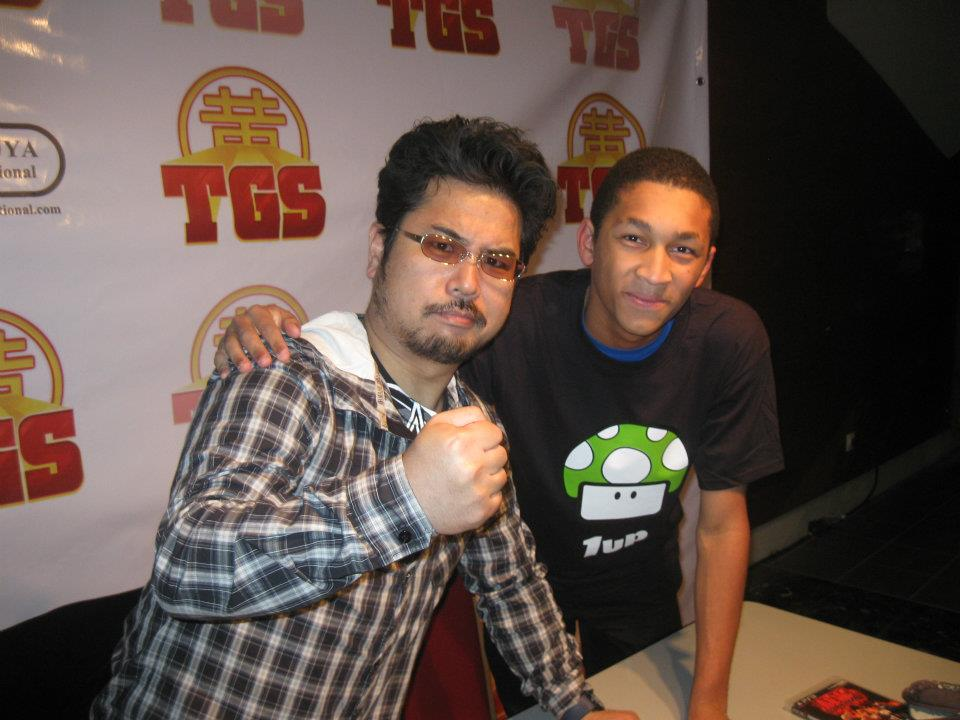
Katsuhiro Harada et un fan au Toulouse Game Show 2011

Les 26 et 27 novembre 2011, Katsuhiro Harada est l'un des invités du Toulouse Game Show. Il se rend à une conférence afin de dévoiler Trailers des projets sur lesquels il est en train de travailler.

## Ludographie
- 1995 :
  - Tekken (PlayStation, Arcade)
- 1996 :
  - Tekken 2 (PlayStation, Arcade)
- 1998 :
  - Tekken 3 (PlayStation, Arcade)
- 2000 :
  - Tekken Tag Tournament (PlayStation 2, Arcade)
- 2002 : 
  - Tekken Advance (Game Boy Advance)
  - Tekken 4 (PlayStation 2, Arcade)
- 2005 :
  - Tekken 5 (PlayStation 2, Arcade)
  - Urban Reign (PlayStation 2)
- 2006
  - Tekken 5: Dark Resurrection (PlayStation 2, PSP, Arcade)
- 2007
  - Soul Calibur Legends (Wii)
- 2008
  - Soul Calibur IV (PlayStation 3, Xbox 360)
- 2009
  - Tekken 6 (PlayStation 3, Xbox 360, PSP, Arcade)
  - Tekken 6: Bloodline Rebellion (PlayStation 3, Xbox 360)
- 2012
  - Tekken Tag Tournament 2 (Playstation 3, Xbox 360, Arcade, WII U)
- 2015 
  - Tekken 7 (Arcade)
- 2016
  - Tekken 7: Fated Retribution (Arcade)
- 2017
  - Tekken 7 (Playstation 4, Xbox One, PC)
- 2024
  - Tekken 8 (Playstation 5, Xbox Series, PC)
- À venir
  - Tekken X Street Fighter